# Gregorio Blasco Sánchez
Gregorio Blasco Sánchez (Mundaca, Vizcaya, España, 10 de junio de 1909 - México D.F, México, 31 de enero de 1983) fue un futbolista español nacionalizado mexicano. Es recordado principalmente como el portero del Athletic Club en la década de 1930. A raíz de la guerra civil española se exilió en México, donde acabó su carrera futbolística y se quedó a vivir hasta su muerte.

## Biografía
La llegada de Blasco a la portería fue casual. Cuando era niño jugaba de jugador de campo hasta que una lesión a los 12 años le forzó a probar suerte en la portería. Jugó en las categorías inferiores del Chávarri de Sestao y del poderoso Arenas de Getxo, equipos de su Vizcaya natal, pero sus primeros pasos como futbolista senior los dio tras fichar por el modesto Acero de Olabeaga, que jugaba en el campeonato regional de Vizcaya.
Cuentan que en la temporada 1926-27 al Acero le tocó enfrentarse con el Athletic Club en el campeonato regional y Blasco debutó en aquel partido cuajando una sensacional actuación, ya que los delanteros rojiblancos fueron incapaces de perforar la meta de Blasco, a pesar de ser el Acero un rival sensiblemente inferior. Este partido le valió a Blasco ser fichado por el Athletic al finalizar esa misma temporada. Su primer partido con el Athletic Club data del 22 de mayo de 1927 en un amistoso ante el Swansea.
Fue el portero titular del equipo en la temporada 1928-29, cuando se creó la liga española. Debutó en la Primera división española el 10 de febrero de 1929 en el partido Real Sociedad 1:1 Athletic. Fue en la primera jornada de la primera liga española de fútbol, con lo que Blasco se convirtió en el jugador que inauguró la portería del Athletic en Primera división española.
Se convirtió en el primer portero del Athletic en conseguir un Trofeo Zamora (temporada 29-30). Fue el segundo jugador en ganar este trofeo y además consiguió el trofeo dos veces más. Con el Athletic ganó cuatro Ligas y cuatro Copas del Rey, siendo especial el campeonato de liga de la temporada 29-30, ya que fue el primer título de liga de la historia de su club. Blasco jugó un total de 113 partidos en Primera división española. Sus partidos oficiales con el Athletic Club fueron 203 entre partidos de Liga, Copa y competición regional. 

### Carrera en América
La triunfal carrera de Blasco en el fútbol español se vio truncada con el estallido de la guerra civil española en 1936. En 1937 Gregorio se enrola en la selección de Euzkadi, combinado nacional creado por el Gobierno vasco con el fin de recaudar fondos en Europa para los refugiados vascos y realizar una labor propagandística en favor del Gobierno vasco y la República. Gregorio Blasco coincide en esta selección con muchos de los mejores futbolistas vascos de la época como Isidro Lángara, Guillermo Gorostiza, Luis Regueiro o Txato Iraragorri. Blasco fue el portero titular de la selección vasca en su gira. El Euzkadi realizó una brillante gira por Europa disputando partidos amistosos. Tras caer Bilbao en manos franquistas la Selección de Euzkadi se marchó a América para proseguir la gira. 
El equipo recaló finalmente en México, donde jugó la Liga Mayor de 1938-39 bajo la denominación de Club Deportivo Euzkadi , quedando en segundo lugar. Tras disolverse la selección de Euzkadi al finalizar la guerra Blasco optó por quedarse en México y jugó en la temporada 1939-40 con el Real Club España la Liga Mayor del Distrito Federal, ganando el torneo.
En 1940 se marcha a probar suerte a Argentina, donde ficha por el famoso River Plate. Sin embargo, no tuvo suerte con los "millonarios" y se volvió a México antes de finalizar el año, donde se reenganchó al España, con el que jugará hasta 1946. Con los "españistas" es campeón de nuevo de la Liga Mayor del Distrito Federal, gana una Copa México y obtiene el campeonato de la Primera División de México en 1945, en la segunda temporada en la que se disputa la liga profesional. 
En 1946 ficha por el CF Atlante. Durante su primera temporada con el club se rompe un dedo de la mano, lo que acabará forzando su retirada del fútbol al finalizar esa misma temporada, contando ya con 38 años. Blasco se despidió de todas formas por lo grande al redondear su palmarés con una última Liga en la temporada 1946-47.
Con posterioridad fue entrenador del Club de Fútbol Atlante, al que convirtió en campeón de la Copa México y Campeón de Campeones en 1952.
Blasco echó raíces en México, donde vivió hasta su fallecimiento en 1983.

### Selección nacional
Blasco fue uno de tantos jugadores que conformaron la primera selección de fútbol del País Vasco, creada por el Gobierno vasco durante el período de la guerra civil española.
Ha sido internacional con la selección de fútbol de España en cinco ocasiones. Su debut como internacional fue el 30 de noviembre de 1930 en el partido Portugal 0 - 1 España. Su último partido lo jugó en 1936. Su coincidencia con el gran Ricardo Zamora en la década de 1930 y su posterior exilio fuera de España le privaron de mayor número de internacionalidades.

## Clubes
| Club                   | País      | Año       |
| ---------------------- | --------- | --------- |
| Acero de Olabeaga      | España    | 1926-1927 |
| Athletic Club          | España    | 1927-1936 |
| Club Deportivo Euzkadi | México    | 1938-1939 |
| Real Club España       | México    | 1939-1940 |
| River Plate            | Argentina | 1940      |
| Real Club España       | México    | 1941-1946 |
| CF Atlante             | México    | 1946-1947 |

## Palmarés

### Campeonatos nacionales
| Título                          | Club             | País   | Año  |
| ------------------------------- | ---------------- | ------ | ---- |
| Copa del Rey                    | Athletic Club    | España | 1930 |
| Liga                            | Athletic Club    | España | 1930 |
| Copa Presidente de la República | Athletic Club    | España | 1931 |
| Liga                            | Athletic Club    | España | 1931 |
| Copa Presidente de la República | Athletic Club    | España | 1932 |
| Copa Presidente de la República | Athletic Club    | España | 1933 |
| Liga                            | Athletic Club    | España | 1934 |
| Liga                            | Athletic Club    | España | 1936 |
| Liga Amateur D.F.               | Real Club España | México | 1940 |
| Liga Amateur D.F.               | Real Club España | México | 1942 |
| Copa México                     | Real Club España | México | 1944 |
| Campeón de Campeones            | Real Club España | México | 1944 |
| Primera División Mexicana       | Real Club España | México | 1945 |
| Campeón de Campeones            | Real Club España | México | 1945 |
| Primera División Mexicana       | CF Atlante       | México | 1947 |

### Campeonatos regionales
| Título                       | Club          | País   | Año  |
| ---------------------------- | ------------- | ------ | ---- |
| Campeonato Regional Vizcaíno | Athletic Club | España | 1927 |
| Campeonato Regional Vizcaíno | Athletic Club | España | 1928 |
| Campeonato Regional Vizcaíno | Athletic Club | España | 1929 |
| Campeonato Regional Vizcaíno | Athletic Club | España | 1931 |
| Campeonato Regional Vizcaíno | Athletic Club | España | 1932 |
| Campeonato Regional Vizcaíno | Athletic Club | España | 1933 |
| Campeonato Regional Vizcaíno | Athletic Club | España | 1934 |
| Copa Vasca                   | Athletic Club | España | 1935 |

### Distinciones individuales
| Distinción    | Año  |
| ------------- | ---- |
| Trofeo Zamora | 1930 |
| Trofeo Zamora | 1934 |
| Trofeo Zamora | 1936 |